# Руднев, Николай Николаевич (шахматист)
Николай Николаевич Руднев (1895—1944) — советский шахматист. Музыкант. Неоднократный чемпион Харькова (с 1911). 
За успех в «главном» турнире шахматного конгресса в Мангейме (1914) удостоен звание мастера. С начала 1920-х годов жил в Самарканде, в соревнованиях участвовал редко. Лучшие результаты: 1-й Среднеазиатский турнир (1927) — 1-е (выиграл дополнительный матч у С. Фреймана); чемпионаты Узбекской ССР (1932 и 1938) — 2-е и 1—2-е места. В 1935 году лишен звания мастера спорта. В 1939 одержал победу в одной из групп всесоюзного турнира 1 категории и получил разряд кандидата в мастера.